# Bataville
Bataville – przemysłowo-miejski kompleks w Mozeli w Lotaryngii zbudowany na wzór fabryki Baty w Zlinie.

## Historia
Tomáš Baťa kupił teren pod budowę fabryki i miasta w 1931 roku. Była to wioska Hellocourt należąca do niemieckiego przemysłowca Wilhelma Lorentza. Przy zakupie wziął pod uwagę bliskość linii kolejowej i kanału Marna–Ren. W wyremontowanych budynkach gospodarstwa do 1934 roku mieściła się siedziba firmy. Jesienią 1932 roku rozpoczęto budowę hal fabrycznych i ukończono ją w 1935 roku. W 1933 roku zbudowano stołówkę i Klub Sportowy, a w 1938 roku basen. W latach 1934–1967 powstały kolejne budynki mieszkalne, sklepy i centrum socjalne. Budynki mieszkalne zbudowane w latach 1932–1935 zostały rozebrane w 1980 roku. Kolejne domy i budynki zostały wybudowane w latach 1950–1960 przez osoby prywatne na gruntach przekazanych przez firmę Bata SA. Na terenie portu i stacji kolejowej powstały budynki zaopatrzenia i przeładunku towarów. W latach 60. XX wieku zbudowano kościół św. Wincentego a Paulo według projektu czeskiego architekta Vladimira Janyty. Przed Ii wojną światową otwarto Międzynarodowe Centrum Kształcenia Zawodowego, przedszkola i szkoły podstawowe. W 1939 roku fabryka zatrudniała 2700, w latach 50. XX wieku 2000, a w latach 90. XX wieku 1500 pracowników. W 2001 roku fabryka ogłosiła upadłość.

## Budynki

### Fabryka
Zakład zbudowano na wzór fabryki w Zlinie. Budynki powstały w latach 1927–1935. Pracownicy mieszkali w Bataville lub byli dowożeni specjalnymi autobusami. Przy fabryce działała garbarnia, stolarnia, ślusarnia i kotłownia, która ogrzewała również budynki mieszkalne. Zbudowano również garaż dla ciężarówek. Produkcję wynoszącą 2500 par butów dziennie wysyłano do 140 sklepów w całym kraju dzięki stacji kolejowej i barkami korzystając z kanału Marna–Ren. Cztery pięciopiętrowe budynki fabryki mają 80 metrów długości i 18 metrów szerokości. Dwa budynki przemysłowe w 2008 roku kupił Ghislain Gad i zajął się ich renowacją. W innych budynkach mieści się firma zatrudniająca 15 osób i produkująca kalosze na starej maszynie Baty, drukarnia i hurtownia sprzętu grzewczego. W budynku o powierzchni 12m² nadal działa centrum logistyczne firmy Bata we Francji. W dwóch budynkach firma ArchiveEco wynajmuje powierzchnię na archiwa firmom publicznym lub prywatnym.

### Kościół św. Wincentego a Paulo
W 1940 roku została zbudowana prowizoryczna drewniana kaplica. Budowę kościoła rozpoczęto w 1962 roku. Kamień węgielny został wmurowany 15 września 1963 roku, a 19 marca 1966 roku kościół został poświęcony. Budynek w kształcie namiotu ma 28 metrów długości i 13 metrów szerokości.

### Miasto
Równocześnie z budową fabryki rozpoczęto budowę budynków mieszkalnych. Najstarsze zbudowano w latach 1932–1935. W budynkach o płaskich dachach, wyposażonych w bieżącą wodę, prąd i łazienki mogło zamieszkać od jednej do czterech rodzin. Z farmy Hellocourt do sklepów dostarczano warzywa, mięso i nabiał. Działały: pralnia, ośrodek zdrowia, salon fryzjerski i warsztat szewski zapewniając miastu samowystarczalność. W lokalnym sklepie sprzedawano obuwie Baty w cenie o 20% niższej. Miasto rozbudowano przed wybuchem Ii wojny światowej. Ostatnie pięć dwurodzinnych budynków powstało w 1965 roku.
Aby mieszkańcy mogli trenować powstał kompleks sportowy. W jego skład weszły: działające jeszcze przed II wojną światową dwa boiska do piłki nożnej, trzy korty tenisowe, zbudowany w 1948 roku stadion lekkoatletyczny, zbudowana w 1957 roku hala do koszykówki, siatkówki i szermierki. W 1938 roku powstał pierwszy w Lotaryngii 25 metrowy basen. Był przy nim brodzik dla dzieci, dwie trampoliny, szatnia i lodziarnia. Został on zasypany w latach 90. XX wieku z powodu zbyt dużych kosztów utrzymania.

### La Cantine
Na parterze budynku mieściła się stołówka. Pierwsze piętro było miejscem spotkań. Odbywały się tam zakładowe uroczystości połączone z wręczaniem odznaczeń, bale i występy artystyczne. Mieścił się tu również bar i restauracja. Na drugim piętrze były pokoje mieszkalne dla pracowników.